# 日比威
日比 威（ひび たけし、1973年6月2日 - ）は、東京都出身の元サッカー選手で現在は順天堂大学蹴球部監督。

## 来歴
1973年に東京都で生まれる。
1989年に帝京高等学校に進学。1学年上には森下仁志、同学年に清野乙彦と清野公彦兄弟、1学年下には松波正信、阿部敏之、丸山良明、時岡宏昌がいた。
3年生の時には第70回全国高等学校サッカー選手権大会で優勝する（四日市中央工業高等学校と両校優勝）。
1992年に順天堂大学に進学したのち、1996年にJリーグのアビスパ福岡に入団する。1年間在籍したが出場機会は無かった。
1997年にJFLの水戸ホーリーホックに移籍する。2年間でリーグ戦に48試合に出場し、1998年に引退した。
引退後は、スポルティング品川でコーチを務め、その後常総学院高等学校のサッカー部のコーチを務めた後、2014年に母校・帝京高等学校のサッカー部コーチに就任した。翌、2015年に監督となった。
2024年母校順天堂大学蹴球部の監督に就任した。。

## 個人成績
| 国内大会個人成績 | 国内大会個人成績 | 国内大会個人成績 | 国内大会個人成績 | 国内大会個人成績 | 国内大会個人成績 | 国内大会個人成績 | 国内大会個人成績 | 国内大会個人成績 | 国内大会個人成績 | 国内大会個人成績 | 国内大会個人成績 |
| 年度             | クラブ           | 背番号           | リーグ           | リーグ戦         | リーグ戦         | リーグ杯         | リーグ杯         | オープン杯       | オープン杯       | 期間通算         | 期間通算         |
| 年度             | クラブ           | 背番号           | リーグ           | 出場             | 得点             | 出場             | 得点             | 出場             | 得点             | 出場             | 得点             |
| 日本             | 日本             | 日本             | 日本             | リーグ戦         | リーグ戦         | リーグ杯         | リーグ杯         | 天皇杯           | 天皇杯           | 期間通算         | 期間通算         |
| ---------------- | ---------------- | ---------------- | ---------------- | ---------------- | ---------------- | ---------------- | ---------------- | ---------------- | ---------------- | ---------------- | ---------------- |
| 1996             | 福岡             | -                | J                | 0                | 0                | 0                | 0                | 0                | 0                | 0                | 0                |
| 1997             | 水戸             |                  | 旧JFL            |                  |                  | -                | -                |                  |                  |                  |                  |
| 1998             | 水戸             |                  | 旧JFL            |                  |                  | -                | -                |                  |                  |                  |                  |
| 通算             | 日本             | 日本             | J                | 0                | 0                | 0                | 0                | 0                | 0                | 0                | 0                |
| 通算             | 日本             | 日本             | 旧JFL            | 48               | 0                | -                | -                |                  |                  |                  |                  |
| 総通算           | 総通算           | 総通算           | 総通算           | 48               | 0                |                  |                  |                  |                  |                  |                  |